# ميشيل بانستر
ميشيل بانستر (بالإنجليزية: Michele T. Bannister)‏ هي كاتِبة وشاعرة نيوزيلندية، ولدت في 1986.

## وصلات خارجية
- الموقع الرسمي